# 戦争の嵐
『戦争の嵐』（せんそうのあらし、原題：『The Winds of War』）は、ハーマン・ウォークが1971年に発表した小説作品、およびこれを原作としたテレビドラマである。続編に『戦争と追憶』がある。

## 概要
第二次世界大戦前夜、ナチス・ドイツのアメリカ大使館付武官としてベルリンに赴任することとなったアメリカ海軍中佐、ビクター・ヘンリーとその家族がヨーロッパの戦乱に巻き込まれながら懸命に生きる姿を描く壮大な作品である。描かれた期間は独ソ不可侵条約調印直前から日本軍の真珠湾攻撃までである。

## テレビドラマ
1983年、アメリカABCテレビの「ミニ・シリーズ」として製作された。監督はダン・カーティス。最高視聴率45.5%、平均視聴率37.4%。この作品は1983年度ゴールデン・グローブ賞（作品賞）や同年度エミー賞作品賞 (ミニシリーズ部門)にノミネートされた。かつてギネスブックにおいて、制作に4200万ドル（当時のレートで約108億円）かかったとして「最も制作費のかかったテレビ映画」として認定されていたことがある
。
クライマックスの真珠湾攻撃のシーンでは、これまで映画・ドラマで主流であった「映画『トラ・トラ・トラ!』からの流用」ではなく、新たに撮影されたものを使用した（ただし、日本海軍の空母機動部隊から出撃する艦上機の発艦シーンなどについては、『トラ・トラ・トラ!』の映像を流用している）。
日本においてもテレビ朝日系列にて1983年3月27日から8日連続で18時間ドラマとして放映された。
また、スーパーチャンネル（現スーパー!ドラマTV）が1991年12月8日（真珠湾攻撃のちょうど50年後） に合わせて最終話が放送されるタイミングで放送を行った。

### 放送時タイトル
| 日本放送No. | 題名                                        | アメリカ放送No. | 原題                      |
| ----------- | ------------------------------------------- | --------------- | ------------------------- |
| 1           | 激動のヨーロッパ 運命の旅立ち               | 1               | THE WINDS RISE            |
| 2           | ワルシャワ陥落 恐怖の脱出                   | 2               | THE STORM BREAKS          |
| 3           | 勝ち誇るナチ独軍 揺れ動く愛                 | 3               | CATACLYSM                 |
| 4           | ロンドン大空襲 燃える不倫の恋               | 4               | DEFIANCE                  |
| 5           | 苦悩するアメリカ 愛するものたちの再会       | 5               | OF LOVE AND WAR           |
| 6           | 大英帝国の危機 愛を引き裂く出航             | 5               | OF LOVE AND WAR           |
| 7           | 米英巨頭洋上の会談 Uボートの恐怖            | 6               | THE CHANGING OF THE GUARD |
| 8           | 日米開戦！真珠湾攻撃 されど愛は永遠に・・・ | 7               | INTO THE MAELSTROM        |

### キャスト
- ロバート・ミッチャム（吹替：瑳川哲朗） - ビクター・ヘンリー　主人公（アメリカ海軍中佐　在ベルリン大使館付海軍武官）
- アリ・マッグロー（吹替 :鈴木弘子） - ナタリー・ジャストロウ　レスリー・スロートの恋人（ジャストロウ博士の姪で助手。次第にバイロンに惹かれていく）
- ジャン＝マイケル・ヴィンセント（吹替：津嘉山正種）- バイロン・ヘンリー　主人公の次男（放浪の後、ジャストロウ博士に助手として雇われる）
- ジョン・ハウスマン - アーロン・ジャストロウ博士(吹替 :松村彦次郎)（歴史学者、イタリアのシエナ在住、ポーランド出身のユダヤ人）
- ポリー・バーゲン（吹替:水野久美）- ローダ・ヘンリー　主人公の妻
- リサ・アイルバッハー（吹替：岡江久美子） - マドリン・ヘンリー　主人公の長女（学生、1939年の夏からニューヨークのCBSでアルバイトを始める）
- デヴィッド・デュークス （吹替:野沢那智）- レスリー・スロート　アメリカの外交官（ナタリーの恋人）
- ハイアム・トポル(吹替:小林勝彦) - ベレル・ジャストロウ　ナタリーの叔父（ポーランド在住のユダヤ人）
- ベン・マーフィー- ウォーレン・ヘンリー(吹替:小川真司)　主人公の長男（アメリカ海軍のパイロット）
- ピーター・グレイブス（吹替：黒沢良） - パーマー・フレッド・カービー　アメリカの技術者（ウラニウム爆弾の開発に関っていく）
- ジェレミー・ケンプ  (吹替:鈴木瑞穂)  - アーミー・フォン・ルーン将軍　（ドイツの陸軍准将、Ｙ作戦（ポーランド侵攻作戦）の立案を担当する。主人公と親交を深めていく。ナチスの台頭を内心苦々しく思っている）
- ラルフ・ベラミー（吹替：内藤武敏） - フランクリン・ルーズベルト　第32代アメリカ合衆国大統領（主人公の海軍武官としての手腕に信頼を寄せていく）
- ヴィクトリア・テナント（吹替：武藤礼子） - パメラ・タズベリー　BBC記者アリステア・タズベリーの娘
- ギュンター・マイスナー - アドルフ・ヒトラー

### 日本での放送時間
| 夜 | 放送日  | 曜日 | 放送時間（JST） |
| -- | ------- | ---- | --------------- |
| 1  | 3月27日 | 日曜 | 20:00 - 22:54   |
| 2  | 3月28日 | 月曜 | 20:03 - 22:48   |
| 3  | 3月29日 | 火曜 | 20:03 - 22:48   |
| 4  | 3月30日 | 水曜 | 20:00 - 20:54   |
| 5  | 3月31日 | 木曜 | 20:00 - 20:54   |
| 6  | 4月1日  | 金曜 | 20:00 - 20:54   |
| 7  | 4月2日  | 土曜 | 20:03 - 22:51   |
| 8  | 4月3日  | 日曜 | 21:00 - 23:50   |